# 矢作川
矢作川（日语：／ Yahagigawa */?）是流經長野縣、岐阜縣和愛知縣，注入三河灣的河川。一級水系矢作川的主流。也写作矢矧川。

## 地理
發源自長野縣下伊那郡平谷村的大川入山，向西南流。岐阜縣惠那市和愛知縣豐田市的奧矢作湖周邊成為縣境。流域內有豐田市、岡崎市等。下游的矢作古川是原本的主流，江戶時代初期，為了抑止氾濫而新開的水路成為現在的主流。在愛知縣碧南市和西尾市境注入三河灣。
矢作之名源自矢作橋周邊有製作矢的部民的集落而來。根據『古事記』、『日本書紀』，日本武尊在東夷征伐之際，取河川的中洲之竹製作矢而獲得勝利，所以稱作「矢作川」。

## 支流
- 上村川
- 名倉川
- 段戶川
- 家下川
- 明智川
- 犬伏川
- 飯野川
- 籠川
- 巴川
- 乙川
- 矢作古川（分流）
- 木瀨川

## 流域自治體
長野縣
下伊那郡平谷村、根羽村
岐阜縣
惠那市
愛知縣
豐田市、岡崎市、安城市、西尾市、碧南市、北設樂郡設樂町

## 脚注
1. ↑  流域案内 （页面存档备份，存于） - 国土交通省中部地方整備局　豊橋河川事務所

## 關連項目
- 矢作橋
- 矢作神社
- 矢矧（日本海軍的筑摩型防护巡洋舰2号艦）
- 矢矧（日本海軍的阿賀野型二等巡洋艦3号艦）
- 矢作川之戰
- 巴山

## 外部連結
- 豊橋河川事務所 （页面存档备份，存于）（國土交通省中部地方整備局）